# Nehvizdy
Nehvizdy (en allemand : Nehwizd) est un bourg (městys) du district de Prague-Est, dans la région de Bohême-Centrale, en République tchèque. Sa population s'élevait à 4 383 habitants en 2024.

## Géographie
Nehvizdy se trouve à 3,5 km au sud-sud-ouest de Čelákovice, à 8 km au sud-est de Brandýs nad Labem-Stará Boleslav et à 23 km à l'est-nord-est de Prague.
La commune est limitée par Zeleneč au nord-ouest, par Čelákovice au nord et à l'est, par Vyšehořovice à l'est, par Horoušany au sud, et par Jirny à l'ouest.

## Histoire
La première mention écrite de la localité date de 1352.

## Administration
La commune se compose de deux sections :
- Nehvízdky
- Nehvizdy

## Transports
Par la route, Nehvizdy se trouve à 6 km de Čelákovice, à 9 km de Brandýs nad Labem-Stará Boleslav et à 34 km du centre de Prague.